# 化石の森 (曲)
『化石の森』（かせきのもり）は、柏原芳恵の32枚目のシングル。1989年2月22日にEASTWORLD/東芝EMIから発売された。

## 概要
元号が昭和から平成に変わって最初のシングル曲となった。表題曲「化石の森」は、1981年9月29日から2005年9月27日まで毎週火曜日の21:00 - 22:54（JST）に日本テレビ系列で放送された2時間ドラマ『火曜サスペンス劇場』の主題歌に採用され、1988年12月27日から1989年5月30日放送分まで使用された。
2003年3月21日に発売されたコンピレーション・アルバム『火曜サスペンス劇場 主題歌集DX』のDISC-1にも収録されている。
シングルの売上枚数はおよそ2.0万枚。

## 収録曲
1. 化石の森
作詞：荒木とよひさ / 作曲：筒美京平 / 編曲：武部聡志
2. 4月の手紙
作詞：三浦徳子 / 作曲：松田良 / 編曲：戸塚修